# Station Nippori
Station Nippori (日暮 里 駅 Nippori-eki) is een belangrijke overstapplaats in de speciale wijk Arakawa in Tokio.
Het deel van het station dat gebruikt wordt door JR East werd geopend op 4 januari 1905, en de Keisei-sectie op 19 december 1931. Het station ondergaat momenteel grote verbouwingswerken om voor een aansluiting te zorgen op het aangrenzende Nippori Toneri-lijn station. Een nieuw verhoogd perron voor Keisei-diensten is geopend op 10 maart 2009.
Lijnen
- East Japan Railway Company
  - Jōban-lijn
  - Keihin-Tohoku-lijn
  - Yamanote-lijn
- Keisei Dentetsu
  - Hoofdlijn
- Toei
  - Nippori Toneri-Liner

Shinagawa · Ōsaki · Gotanda · Meguro · Ebisu · Shibuya · Harajuku · Yoyogi · Shinjuku · Shin-Ōkubo · Takadanobaba · Mejiro · Ikebukuro · Ōtsuka · Sugamo · Komagome · Tabata · Nishi-Nippori · Nippori · Uguisudani · Ueno · Okachimachi · Akihabara · Kanda · Tokio · Yūrakuchō · Shinbashi · Hamamatsuchō · Tamachi · Shinagawa